# Грб Крагујевца
Грб града Крагујевца, као и сви градски грбови по стандарду српске градске хералдике, има три нивоа: Мали, Средњи и Велики.
На нивоу основног — Малог грба — грба опште примене, који се као такав користи у свим приликама, хералдичким средствима су представљене основне историјско-географске референце града. То је штит са грбовном сликом чији блазон (хералдичка дефиниција грба) гласи: „На сребрном пољу црна отргнута глава вепра, златно оружана, црвеног језика, рањена у чело по косини црвеном стрелом; глава штита расцепљена, десно на црвеном сребрни крст између четири иста таква оцила бридовима окренутих ка стаблу крста, а лево на црвеном две унакрст постављене сребрне топовске цеви устима навише“.
Централно место заузима мотив црне вепрове главе рањене стрелом, један од најстаријих грбова приписаних Србији, који се још у Зборнику „Сабор у Констанци“ 1415. год. јавља као грб Српског царства и мотив на једном грбу деспота Стефана Лазаревића. Њиме Европа означава територију Србије, све до 1804. год. када постаје популаран међу устаницима (на Карађорђевом и печату Правитељствујушчег совјета и војводским заставама), али од тада као симбол не целе већ првенствено централне Србије - Шумадије. Као такав он је традиционално и морално власништво града Крагујевца и свих грађана који у њему живе, а они су његов прави наследник и Титулар.
У глави (горњем делу) штита, у хералдички десном (за посматрача левом) пољу налази се сребрни крст између четири сребрна оцила на црвеном пољу - седам векова стар симбол Србије и српскога народа, а у овом случају директна алузија на Крагујевац као престоницу Кнежевине у првој половини XIX века. У хералдички левом (за посматрача десном) пољу на црвеном су две унакрст постављене сребрне топовске цеви као симбол крагујевачке тополивнице - зачетка српске модерне индустрије.
На нивоу службеног - Средњег грба - грба администрације тј. градских органа управе, поред штита са грбовном сликом јављају се и хералдичке параферналије (додаци, хералдички украси) који причу Основног грба допуњују додатним елементима. Златна бедемска круна са четири видљива мерлона (зуба) је територијална ознака која хералдички говори да се ради о граду са више од 100.000 становника, док златна драгуљима украшена дијадема хералдички означава да се ради о престоном или пак граду који је то некада био.
Коначно, на нивоу церемонијалног - Великог грба - грба највишег ранга, који репрезентује град у посебним и строго утврђеним случајевима и на за то одређеним местима, додатним хералдичким параферналијама заокружује се хералдичка прича о једном граду.
Као држачи штита појављују се са обе стране по један на узлет спреман хералдички крагуј (у хералдици - једноглави орао природне боје) као директна асоцијација на могући топоним града. Око врата на плавој траци обома им виси штит и то плав са отвореном сребрном књигом златног повеза - код хералдички десног, односно црн са три златна стуба и преко тога обрнути сребрни шеврон - код хералдички левог држача. Симболика књиге је више него очигледна и говори о знању, култури и образовању и Крагујевцу као универзитетском центру Србије, док је у другом случају комбинацијом боја и хералдичких фигура представљена велика трагедија (црна боја) у којој је страдала и младост овог града (златна и сребрна боја - симбол чистоте и невиности), као и директна алузија обрнутог шеврона (V) и три хералдичке греде (III) као ознака мученичког V-3 разреда Гимназије.
Ту су и стегови - хералдичке заставе, и то стег Републике Србије као надређене територијалне инстанце - хералдички десно, и стег Града Крагујевца - хералдички лево. Стег Града Крагујевца је квадратан, беле боје, са представом хералдичког крагуја спремног на узлет који стоји на одсеченој плодној грани храста - култног дрвета Словена, а посебно Срба, мотиву посебно дубоке духовне симболике. У горњем хералдички десном кантону је поновљен мотив сребрног крста са четири сребрна оцила са подсећањем на значај Крагујевца као центра Србије и некадашње српске престонице.
Свети архијерејски синод Српске православне цркве доделио је Скупштини општине Крагујевац Орден Светог Саве првог степена, који се налази у доњем делу грба. Овај орден је додељен у знак признања за све што је Скупштина учинила на отварању Богословије Светог Јована Златоуста у Крагујевцу.